# Еколошка питања у Русији
Многа од проблема приписана су политици која је вођена током раног Совјетског Савеза, у време када су многи званичници сматрали да је контрола загађења непотребна препрека економском развоју и индустријализацији, и, иако је совјетска влада чинила бројне покушаје за ублажавање ситуације 1960-их, 1970-их и 1980-их, проблеми нису у потпуности решени. До 1990-их, 40% руске територије почело је да показује симптоме значајног еколошког стреса, углавном због различитих еколошких проблема, укључујући крчење шума, енергетску неодговорност, загађење и нуклеарни отпад. Према руском Министарству природних ресурса и животне средине, загревање Русије је 2,5 пута брже од остатка света.
Русија има многа заштићена подручја, као што су заповедници и природни паркови, који су направљени да очувају природно стање животне средине. Тренутно постоји 101 заповедник који покривају укупно преко 33,5 милиона хектара. Међутим, неке животиње, попут амурског тигра, поларног медведа и кавкаског леопарда, суочене су са изумирањем . Руска влада покушава да оживи те популације. Самит тигрова одржан је у Санкт Петербургу 2010. како би се разговарало о томе како спасити све мању популацију тигрова, којој у Русији прети крчење шума и криволов.
Русија има многа заштићена подручја, као што су заповедници и природни паркови, који су направљени да очувају природно стање животне средине. Тренутно постоји 101 заповедник који покривају укупно преко 33,5 милиона хектара. Међутим, неке животиње, попут амурског тигра, поларног медведа и кавкаског леопарда, суочене су са изумирањем . Руска влада покушава да оживи те популације. Самит тигрова одржан је у Санкт Петербургу 2010. како би се разговарало о томе како спасити све мању популацију тигрова, којој у Русији прети крчење шума и криволов.

## Крчење шума и сеча
Прекомерна сеча шума изазива широко распрострањено крчење шума у одређеним областима Русије. Упркос напорима руских власти да очувају шуме користећи природне резервате и паркове, недостају средства за чуваре паркова, што ограничава заштиту шума. Нелегална сеча је такође распрострањена, посебно у северозападним и далекоисточним деловима Русије. Процењује се да Русија губи милијарду долара сваке године због нелегалне сече. Према Центру за политику заштите животне средине Русије, 16 милиона хектара шума се губи сваке године због разних узрока, укључујући сечу, загађење и пожаре. Неефикасне стратегије сече и крчења доводе до тога да се 40% посеченог дрвећа никада не користи, а имплементација политике заштите шума је спора.
Русија је за 2018. имала средњу оцену индекса интегритета шумског пејзажа од 9,02/10, што је сврстава на 10. место у свету од 172 земље.

## Енергија
Све до распада 1991. године, Совјетски Савез је произвео 1,5 пута више загађења по јединици БНП-а од САД.
Неефикасна употреба енергије и употреба фосилних горива је још један еколошки проблем са којим се Русија суочава. Министарство енергетике је навело да би надоградња опреме енергетског сектора могла да смањи емисију угљеника за 25 одсто, а Институт за енергетику предвиђа да би такве мере могле да уштеде до милијарду долара горива сваке године. Шездесет и осам процената руске енергије производи се загађујућим фосилним горивима, а она је велики произвођач тих горива.

## Загађење
Највећу концентрацију загађења ваздуха имају Москва, Санкт Петербург, Јекатеринбург и Волгоград, као и други велики индустријски и популациони центри. Све у свему, преко 200 градова у Русији премашује прописане границе загађења, а то се повећава како се све више возила појављује на путевима. Пре 1990-их, већина загађења ваздуха долазила је од индустрије. Када је индустријска производња опала, смањене су и емисије загађивача ваздуха из тих извора, иако је количина моторних возила на путевима нагло порасла. Тренутно, емисије возила премашују индустријске емисије у већини руских градова. Загађење ваздуха се приписује 17% дечијих и 10% болести одраслих, као и 41% респираторних и 16% ендокриних болести.
Загађење воде је озбиљан проблем у Русији, а 75% површинских вода и 50% све воде у Русији је сада загађено. Пред крај совјетске ере влада је све више препознавала потребу да се брине о мрестиштима и стаништима рибе, како би се улов рибе вратио на оно што је био. Ово је изазвало здравствене проблеме у многим градовима, као и на селу, јер се само 8% отпадних вода у потпуности пречисти пре него што се врати у водене токове. Застарели и неефикасни објекти за пречишћавање воде, као и недостатак финансијских средстава, изазвали су велико загађење, а такође су довели до ширења болести које се преносе водом, као што је избијање колере која се ширила реком Москвом 1995. године. Индустријски и хемијски отпад се често баца у водене токове, укључујући водоник сулфид, који се доводи у везу са великим угинућем рибе у Црном и Каспијском мору. Бајкалско језеро је раније било мета загађења животне средине због фабрике папира, али напори на чишћењу од тада су увелико смањили ниво негативности стања.
Небезбедне методе одлагања су понекад коришћене да би се решио војни нуклеарни отпад, који је бачен у Јапанско море до 1993. Тестирање и производња нуклеарног оружја такође је утицала на животну средину, као на пример у фабрици за производњу атомског оружја Мајак у близини Чељабинска.
Радиоактивни отпад се може описати као отпад високог или ниског нивоа. Високоактивни отпад је оно што се може посматрати као отпад од употребе нуклеарног горива који се обично складишти на локацији нуклеарне електране од којег се производи. Ово такође може укључивати отпад који настаје експлоатацијом уранијума и торијума, који су кључне компоненте за коришћење нуклеарног горива. Нискоактивни отпад се састоји од ствари које су дошле у контакт са радиоактивним отпадом, као што су амбалажа, одећа и други слични материјали који се налазе на лицу места. Главна разлика између ове две категорије је ниво радиоактивности којој би неко био изложен када би дошао у контакт са овим материјалима. Према Светској нуклеарној асоцијацији, нискоактивни отпад није већи од четири гига-бекерела по тони алфа активности или дванаест гига-бекерела по тони гама-бета активности.
Пример ефеката радиоактивног отпада може се видети у изградњи аутопута Југоисточна Хорда. Од 2018. године, московско Одељење за саобраћај и грађевинарство покушало је да направи аутопут са осам трака преко садашње неактивне нуклеарне електране . Московска полиметална фабрика, у власништву Државне енергетске корпорације Росатом Архивирано на веб-сајту  (27. јун 2022), затворена је пре више од 50 година и каже се да још увек садржи штетни нуклеарни отпад, због чега је означена као радиоактивна локација. Његова главна намена била је вађење и производња уранијума и торијума, што је довело до високог нивоа радијације у околном подручју (извештава еколошка правна организација Гринпис). Влада Москве и ДУП Радон, оба задужена за управљање радиоактивним отпадом, тврде да су предузете одговарајуће мере деконтаминације како би се почела изградња аутопута.
Снежни отпад је изазвао значајну ерозију на пашњацима и обрадивим површинама на северу Русије, посебно у близини планине Урал. У деловима јужне Русије, прекомерна испаша и крчење шума довели су до великих површина голог земљишта које је веома подложно ерозији ветром.